# Pirelli Stadium
Das Pirelli Stadium ist das Fußballstadion des Fußballclubs Burton Albion aus Burton-upon-Trent. Burton-upon-Trent liegt in der Grafschaft Staffordshire in der englischen Region West Midlands. 

## Geschichte
Das am 16. Juli 2005 eingeweihte Stadion bietet heute 6912 Plätze (darunter 2034 Sitzplätze) und ersetzte den 1958 gebauten Eton Park. Die Baukosten beliefen sich auf rund 6,8 Mio. £ (etwa 7,72 Mio. €). Das Stadion wurde von Barbara Clough, der Witwe von Fußballer und Trainer Brian Clough, Alex Ferguson und Dominic Sandivasci von Pirelli eröffnet.
Die Spielstätte besteht aus vier überdachten Tribünen namens Main Stand (Hauptrang), Popular Side (Gegentribüne), East Terrace (Hintertortribüne Ost) und West Terrace (Hintertortribüne West). Auf der Haupttribüne befinden sich die 2034 Sitzplätze des Stadions; während die Gegentribüne und die beiden Hintertortribünen reine Stehplatzränge sind. Die Gästefans sind auf der East Terrace mit 1200 Plätzen beheimatet; darüber hinaus stehen ihnen noch 300 Sitzplätze auf dem Hauptrang zur Verfügung. In der Haupttribüne befindet sich u. a. die Geschäftsstelle der Burton Albion und mehrere Konferenzräume (der größte Raum mit 300 Plätzen).

## Besucherrekord und Zuschauerschnitt
Der Zuschauerrekord wurde im Spiel der Football League Championship zwischen Burton Albion und Derby County (1:0) aufgestellt. Zu der Partie kamen am 26. August 2016 insgesamt 6.746 Fans in das Pirelli Stadium.
- 2009/10: 3191 (Football League Two)
- 2010/11: 2948 (Football League Two)
- 2011/12: 2809 (Football League Two)
- 2012/13: 2859 (Football League Two)
- 2013/14: 2720 (Football League Two)
- 2014/15: 3237 (Football League Two)
- 2015/16: 4089 (Football League One)
- 2016/17: 5228 (EFL Championship)
- 2017/18: 4645 (EFL Championship)
- 2018/19: 3351 (EFL League One)
- 2019/20: 2986 (EFL League One)

## Galerie

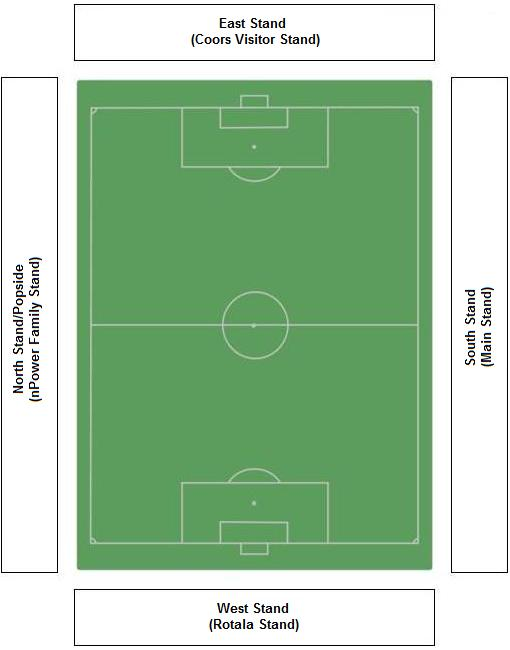
Stadionplan